# Malena Ernman
Sara Magdalena „Malena“ Ernman (* 4. listopadu 1970 Uppsala) je švédská operní pěvkyně (mezzosoprán). Kromě opery se pohybuje v oblasti šansonu, jazzu i popu. Od roku 2006 je členkou švédské Královské akademie hudby. V roce 2009 Ernman reprezentovala Švédsko na Eurovision Song Contest 2009 v Moskvě, kde s písní „La Voix“ obsadila 21. místo.

## Biografie

### Počátky
Malena Ernman se narodila v Uppsale, dětství však prožila v malém městě Sandviken. Studovala na Královské akademii hudby ve Stockholmu a na hudební konzervatoři ve francouzském Orléansu.

### Operní kariéra a koncerty

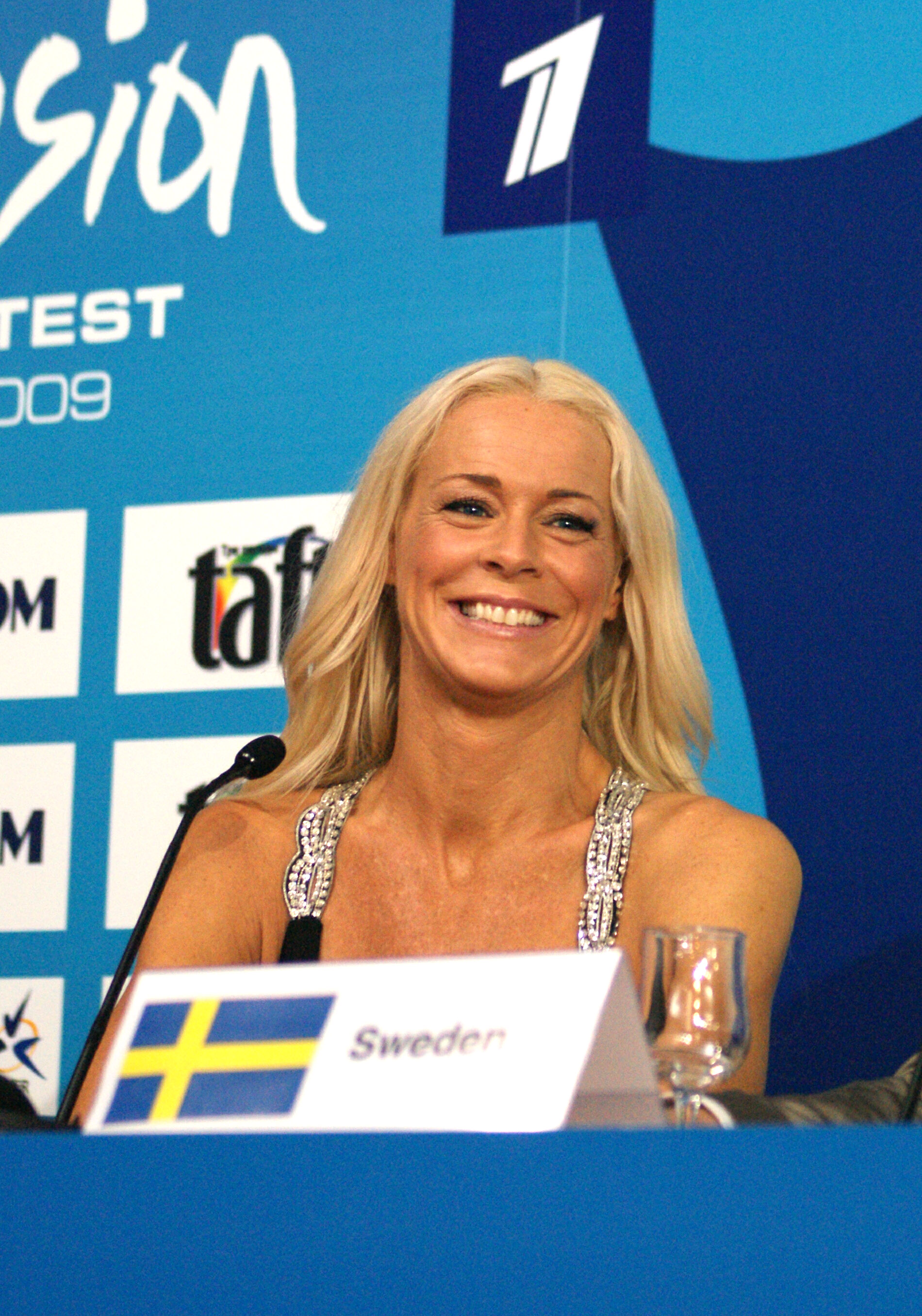
Malena Ernman na Eurovizi 2009 v Moskvě

Ernman má za sebou řadu rolí v operách na malých i velkých scénách ve Švédsku i jinde ve světě:
- Figarova svatba (Cherubino) (Státní opera v Berlíně)
- Carmen (Carmen) (Královská opera ve Stockholmu)
- Lazebník sevillský (Rosina) (Státní opera v Berlíně, Královská opera ve Stockholmu, Finská národní opera)
- Don Giovanni (Zerlina) (Státní opera v Berlíně)
- Staden (Kaja) (Královská opera ve Stockholmu)
- Titus (Annio)

Ernman dále vystupovala v Bruselu, Innsbrucku, Vídni, Paříži, Amsterdamu, Los Angeles, Tokiu či Salcburku. Je častým hostem kulturních akcí a festivalů zaměřených na operu. Spolupracovala mimo jiné s Danielem Barenboimem či Nikolausem Harnoncourtem.
2. února 2013 Malena Ernman poprvé zpívala v České republice; ona a pěvec Eric Owens vystoupili v pražském Rudolfinu.

### Eurovize 2009
Počátkem roku 2009 se Ernman zúčastnila soutěže Melodifestivalen, národního kola Švédska do Eurovize. Byla nominována jako jedna z takzvaných divokých karet, interpretů, kteří se účastní s vlastními písněmi. S anglicko-francouzskou písní „La Voix“, kterou napsala s Fredrikem Kempem, vystoupila 28. února ve čtvrtém semifinále soutěže, odkud postoupila do finálové části.
14. března soutěž vyhrála a v květnu reprezentovala Švédsko v mezinárodním semifinále a následném finále Eurovize v Moskvě. 16. května ve finále obsadia 21. místo s 33 body. Šaty, které na sobě Ernman měla při vystoupení, navrhla švédská designerka Camilla Thulin. Jak zpěvačka později prozradila, jejich cena se pohybovala okolo 37 000 eur (400 000 švédských korun).

## Diskografie

### Studiová alba
- 2000: Naïve
- 2001: Cabaret Songs
- 2003: Songs in Season (Nytorp Musik)
- 2003: My Love
- 2009: La Voix Du Nord
- 2010: Santa Lucia – En Klassisk Jul
- 2011: Opera di Fiori

### Jiná
- Songs in Season (Nytorp Musik)
- Nachtgesänge (Col legno)

### Singly
- 2009: „La Voix“
- 2010: „Min plats på jorden“
- 2012: „Sancta Lucia“ (& Sarah Dawn Finer)

## DVD
- Die Fledermaus (Glyndebourne Festival Opera)
- Julie (Boesmans)
- Hercules (William Christie)
- Dido and Aeneas (William Christie)
- La Cenerentola (Stockholm)

## Osobní život
Je vdaná za herce Svanteho Thunberga, s nímž má dvě dcery, Gretu a Beatu. Mluví plynně švédsky, anglicky a francouzsky.